# Локомотивное хозяйство Одесской железной дороги
Первые сведения о создании паровозной службы относятся к 1 января 1917 года, когда Одесское линейное отделение начало функционировать как самостоятельное, выйдя из состава Юго-западных железных дорог.
В состав паровозной службы на тот момент входило шестнадцать депо, в том числе — Бирзульское, Бендеровское, Вапнярское, Христиновское, Раздельнянское, Ново-полтавское, Каховское, Елисаветградское (Кирово-украинское), Цветковское, Долинское, Гайворонское, депо в Бельцах, Голте (Первомайск), Слободке, Рени, Унгенах и Помошной, главные паровозные мастерские на ст. Одесса-Товарная и Бобринская, паровозные мастерские на ст. Знаменка, Вознесенск, Водопой, а впоследствии на ст. Тирасполь.
Паровозными бригадами службы Одесского отделения обслуживались участки Одесса-Вапнярка, Слободка-Окница, Одесса-Помошная, Бирзула (Котовск) — Знаменка, Раздельная-Рени, Бельцы-Унгены.
Большую роль на то послереволюционное время в работе железной дороги играли Одесские, Вознесенски и Знаменские мастерские, паровозные депо в Бирзуле, Бендерах из-за того, что на их базе были организованы изготовление и ремонт бронепоездов. Общая численность работающих в паровозном хозяйстве в период с 1917 до 1924 года колебалась от 1900 до 4100 человек.
После освобождения южной и центральной части Украины от немецких войск на железной дороге началась масштабная работа по возобновлению работы хозяйства. Более всего за годы войны были разрушены и разворованы хозяйства депо Раздельная, Помошная, Водопой, Знаменка. Послевоенное расширение Одессы, реконструкция порта и причалов стало толчком для строительства станции Одесса-Сортировочная. Именно на это время приходятся первые сведения о создании локомотиворемонтных цехов на этой станции.
В 1956 году в связи с созданием Молдавской железной дороги, изменилась структура паровозного хозяйства. Из состава вышли депо Бендеры, Унгены, Бельцы, Рени, Тирасполь. Вместе с этим, в состав Одесской железной дороги из Южной передано паровозное депо Черкассы.
В 1957 году в связи с увеличением грузопотоков в сторону южных портов началась подготовка паровозного хозяйства к переходу на тепловозную тягу. Паровозная служба переименована в службу локомотивного хозяйства. Первые тепловозы пришли в депо Одесса-Сортировочная, Котовск, им. Т. Шевченко, Помошная. В 1958 году в состав железной дороги вошел участок Николаев — Херсон — Каховка. В состав службы вошло паровозное депо Херсон. В связи с заменой паровозов на тепловозы, потребность в паровозах уменьшалась, пересматривалась технология работы и плечи обращения локомотивов, что привело к закрытию паровозных депо в Кировограде и Долинской.

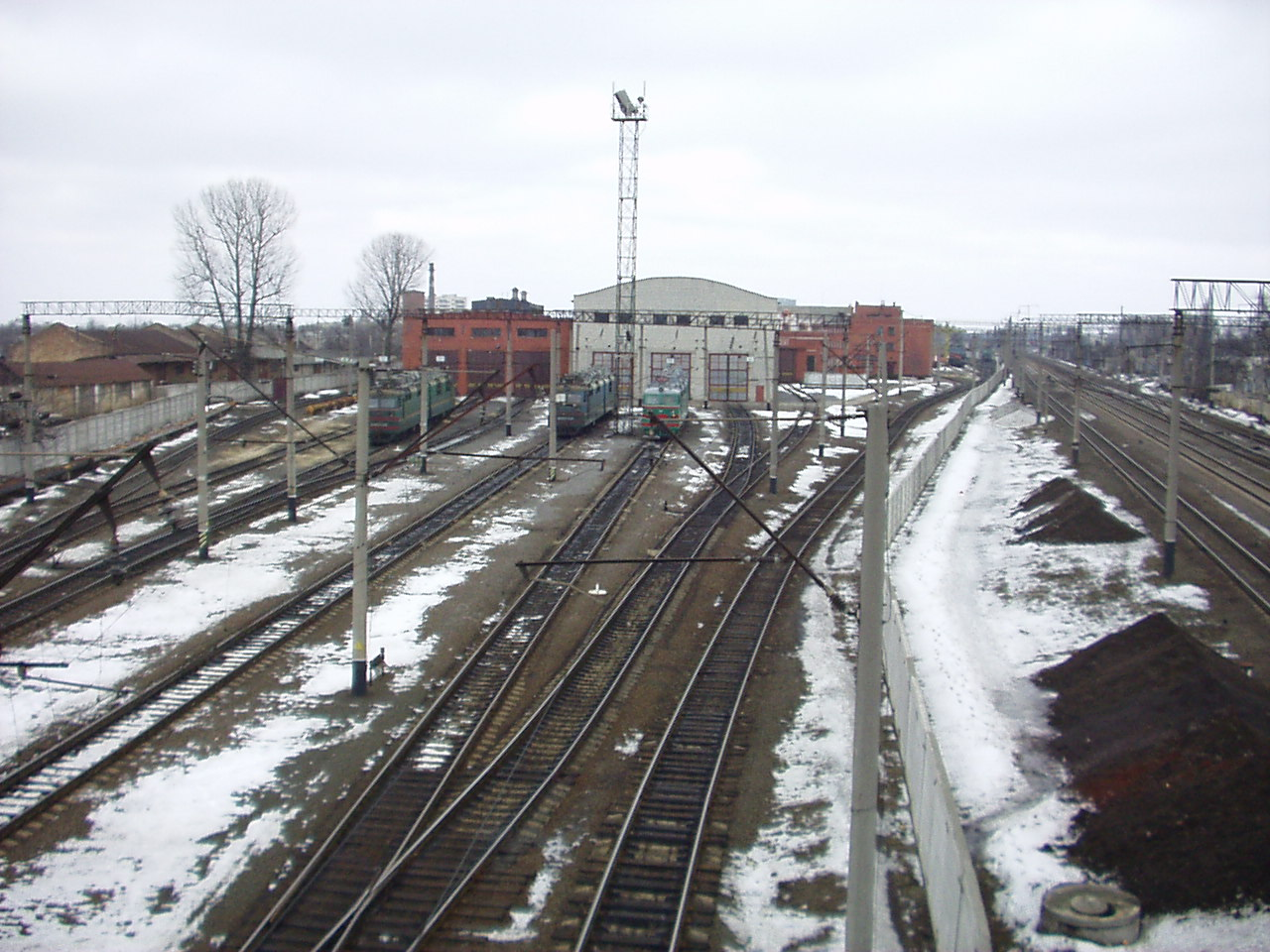
Локомотивное депо Котовск

С 1959 года начата реконструкция депо Котовск, Помошная, им. Т. Шевченко, которая длилась три года. 18 марта 1962 года был проведен первый поезд тепловозной тягой с тепловозом ТЭ3.
В 1960 году паровозное депо Цветково было закрыто, а на его территории создана база запаса паровозов с мастерскими. Также, в этом году из состава службы выведено паровозное депо Первомайск, на базе которого создан рельсосварочный поезд № 13. Вместе с этим, подлежали закрытию паровозные депо в Раздельной, Вапнярке, Вознесенске и Черкассах.
С 1960 года началась электрификация участка Знаменка-Пятихатки, а в 1961 году в локомотивном депо Знаменка были развернуты реконструкция и строительство производственных цехов для ремонта электровозов.
С приходом в 1961 году новой локомотивной техники в депо Одесса-Сортировочная большая часть паровозов была передана в депо Одесса-Товарная. Стремительное насыщение новыми тепловозами позволило Одесскому узлу с 1963 года полностью перейти на теплотягу. Осенью 1963 году ремонтные цеха депо Одесса-Товарная приняли венгерские дизель-поезда Д1. Пассажирские поезда на участке от Одессы до Вапнярки с 1964 года обслуживаются тепловозами и бригадами депо Котовск.
В 1963 году началось регулярное движение электровозов на участке Знаменка — Пятихатки. Для эксплуатации поездов на этом участке в депо поступили электровозы серии ВЛ60.
В 1963 году согласно с приказом МПС Молдавская железная дорога была объединена с Одесской, в связи с чем в состав службы локомотивного хозяйства вошли депо Рени, Бельцы, Бендеры, Кишинёв, Бессарабская и Тирасполь, которые на то время уже стали тепловозными. Впоследствии депо Бессарабская перепрофилируется в рефрижераторное депо, а депо Кишинёв для обслуживания дизель-поездов.
В 1964 году в локомотивном депо Котовск был внедрен крупноагрегатный метод ремонта тепловозов по опыту тепловозного депо Гребёнка. Внедрение новых методов и совершенствования технологий в ремонте тепловозов стало поводом для включения предприятия в список 25 опорных предприятий локомотивного хозяйства железных дорог СССР.
На протяжении 1970-71 гг. в локомотивном депо Одесса-Товарная была проведена реконструкция для ремонта и эксплуатации дизель-поездов, после чего депо Одесса-Товарная было соединено с депо Одесса-Сортировочная.
В 1970 году на базе паровозного депо Каховка было создано рефрижераторное депо, а в Херсоне на базе паровозного депо создано вагонное. Пропала необходимость в производственных площадях паровозного депо Вапнярка. Потому было принято решение перевести депо в статус оборотного с передачей цехов в распоряжение мастерских для ремонта контейнеров. На базе Черкасского паровозного депо организованы мастерские по ремонту путевой техники.
После немалой реорганизации в начале 1970-х годов структура локомотивного хозяйства железной дороги значительно изменилась и насчитывала 10 локомотивных депо. Правильный подход в вопросе специализации дал возможность организовать ремонт всех маневровых тепловозов железной дороги на базе в депо Христиновка, дизель-поездов в депо Одесса-Сортировочная, а электровозов в депо Знаменка. С 1971 года в связи с почти со стопроцентным выведение из эксплуатации паровозного пака из состава службы исключен отдел водоснабжения.
В период с 1971 по 1975 годы на железную дорогу начали поступать электровозы серии ВЛ80 для локомотивных депо Знаменка, а в дальнейшем и Помошной, тепловозы 2ТЭ10 и ТЭП-60 в локомотивное депо Котовск, Николаев, Христиновка и им. Т. Шевченко, для обслуживания пассажиров в пригородном движении — электропоезда ЭР-9.
Существующие производственные цеха локомотивного депо Одесса-Сортировочная и ст. Одесса-Товарная не давали возможности последующего развития технологий ремонта электропоездов. Потому в 1972 году принято решение о строительстве на ст. Одесса-Застава 1 нового депо. Первая очередь была введена в эксплуатацию в 1973 году.
После электрификации участка Знаменка-Помошная-Одесса-Сортировочная расширены плечи эксплуатации электровозной тягой к Одессе; в локомотивные депо Помошная и Одесса-Сортировочная переданы электровозы ВЛ80т, Знаменка получает новые электровозы ВЛ80с.
В 1979 году после образования Молдавской железной дороги состав хозяйства опять изменился, локомотивные депо Бендеры, Бельцы, Тирасполь, Кишинев, Рени вышли из состава Одесской железной дороги. В тот же год после строительства линии Помошная-Долинская оборотное депо Долинская было реконструировано для электровозов.
В конце 1991 года электрифицирован участок Одесса-Вапнярка. Локомотивное депо Котовск перешло на электротягу.
В 1999 году в состав Одесской железной дороги были переданы из Молдавской железной дороги все её участки, которые проходили территорией Украины. Таким образом, в структуре локомотивного хозяйства появилось локомотивное депо Рени.
В 2005 году "Холдинговой компанией «Лугансктепловоз» выпущен первый отечественный электровоз 2ЕЛ5, который поступил в депо Котовск. Для локомотивного депо Христиновка в 2006 году приобретен первый дизель-поезд нового поколения ДЕЛ-02. В 2007 году в депо Котовск поступили электровозы серии 2ЭС5к «Єрмак» производства "ПО «НЭВЗ» (РФ). В период 2005 по 2010 годы парк новых электровозов пополнился на 28 единиц.
В 2007—2008 годах из состава локомотивного хозяйства выделилось локомотивное депо Одесса-Застава 1, а также часть локомотивного депо Христиновка в отдельно созданную службу пригородных пассажирских перевозок.
В 2008 году был электрифицирован участок Користовка-Бурты (граница Одесской и Южной дороги)-Кременчуг. Электрифицированный участок был открыт 28 октября 2008 года.
На сегодняшний день в структуру службы локомотивного хозяйства входят семь основных и одиннадцать оборотных локомотивных депо. По специализации депо разделены на электровозные и тепловозные, в том числе Котовск и Знаменка — электровозные, остальное депо — тепловозные.